# Таубе, Александр Александрович
Барон Алекса́ндр Алекса́ндрович фон Та́убе (нем. Alexander von Taube; 9 августа 1864 года, Павловск — январь 1919 года, Екатеринбург) — генерал-лейтенант Русской Императорской армии, военачальник и участник Гражданской войны. Один из первых царских генералов, принявших  сторону советской власти. Получил известность как «сибирский красный генерал». Попав в плен к белым, был приговорён к расстрелу, но скончался от cыпного тифа в Екатеринбургской тюрьме.

## Биография
Образование получил во 2-й Санкт-Петербургской военной гимназии. Окончил Михайловское артиллерийское училище (1884). Выпущен подпоручиком в 3-ю артиллерийскую бригаду. Позже служил в 23-й артиллерийской бригаде. Поручик (ст. 07.08.1886).
В 1891 году окончил Николаевскую академию генерального штаба по первому разряду. По окончании академии генерального штаба служил в штабах различных военных округов.
Участвовал в русско-японской войне. Командир 3-го пехотного Нарвского полка (04.10.1904 — 07.10.1907). Генерал-майор (ст. 06.12.1907).
В 1914 году Таубе во главе пехотной дивизии выступил на фронт. В 1915 году получил тяжелую контузию, был на излечении в госпитале. По выходе из госпиталя в начале 1916 г. в чине генерал-лейтенанта А. А. Таубе вступил в должность начальника штаба Омского военного округа.

### После Октябрьской революции
После Октябрьской революции один из первых военачальников, перешедших на сторону Советской власти. С первых дней революции А. А. Таубе стал на её сторону. В апреле 1917 г. он поддержал предложение омских большевиков о передаче управления войсками военно-окружному комитету и на местах — гарнизонным комитетам, что дало возможность революционным силам вырвать солдатские массы из-под влияния враждебного революции командования.
После Октябрьской революции А. А. Таубе вместе с руководителями омских большевиков работал над укреплением отрядов Красной гвардии, проводил в жизнь мероприятия, связанные с демобилизацией старой армии. С февраля 1918 г. Таубе работал над созданием боеспособной Красной Армии. В марте — апреле 1918 г. из Омска на борьбу с Семёновым и Дутовым уходят первые красноармейские части, сформированные при активном участии А. А. Таубе. Руководил борьбой против атамана Г. М. Семёнова. После выступления Чехословацкого корпуса член Сибирского верховного военного командования. Длительность и упорство сопротивления Сибирской Красной Армии военные специалисты противоборствующей стороны приписывали «умелому руководству главковерха советских войск в Сибири опытному генштабисту и боевому генералу барону Таубе» («Архив Русской революции», т. 9, Берлин, 1923, с. 260).
26 февраля 1918 г. на II съезде Советов Сибири Таубе был избран кандидатом ЦИК Совета (Центросибири), вскоре был отозван из Омска в Иркутск и назначен начальником штаба всех вооруженных сил Сибири. Основное внимание Сибвоенкомат уделял формированию надежных регулярных частей Красной Армии.
В связи с высадкой 5 апреля 1918 г. во Владивостоке японского десанта, А. А. Таубе спешно разрабатывает план обороны Сибири от интервентов. Под его руководством проводится подготовка красных командиров, формируются и отправляются подразделения на фронты в Забайкалье против Семенова и на запад — против Гайды.
В конце августа 1918 г. А. А. Таубе получил задание от руководителя сибирских большевиков Н. Н. Яковлева пробраться через белогвардейский фронт в Москву, для доклада В. И. Ленину о положении в Сибири, но 2 сентября 1918 года был арестован белогвардейцами в Бодайбо и приговорён военно-полевым судом в Екатеринбурге к смертной казни. От предложений «публичного отказа от большевизма» и обещанных ему высоких постов в белогвардейских войсках (вплоть до командования Сибирской армией Колчака) отказался. На предложение одного из лидеров мятежа Чехословацкого корпуса Р. Гайды о сотрудничестве ответил: 

Мои седины и контуженные ноги не позволяют мне идти на склоне лет в лагерь интервентов и врагов трудящейся России.— «Центросибирцы. Сборник памяти погибших членов ЦИК Советов Сибири 1918 г.», М-Л., 1927, с. 156.
 Умер закованным в кандалы в одиночной камере от сыпного тифа.

## Воинские звания
- В службу вступил (01.09.1881)[1]
- Подпоручик (07.08.1882)
- Поручик (07.08.1886)
- Штабс-капитан (22.05.1891)
- Капитан (23.03.1893)
- Подполковник (13.12.1897)
- Полковник (01.04.1901)
- Генерал-майор (06.12.1907)
- Генерал-лейтенант (15.02.1915)

## Награды
- Орден Святого Станислава 3 ст. (1899)[1]
- Орден Святой Анны 3 ст. (1904)
- Орден Святого Владимира 4 ст. (1905)
- Орден Святого Владимира 3 ст. (1910)
- Орден Святого Станислава 1 ст. (1912)
- Орден Святой Анны 1 ст. (1915)
- Георгиевское оружие (1915)
- Орден Святого Владимира 2 ст. (1916)
- Бухарский Орден Благородной Бухары 2 ст. (1901)

## Семья
Выходец из старинного шведско-немецкого рода фон Таубе, известного с XIII века, католик, одна из ветвей которого (прибалтийская — остзейская) оказалась на службе у российского престола.
Отец, Александр Фердинандович (19 августа 1834 — 12 июля 1897), выпускник института Инженеров путей сообщения. Мать, Анна Яковлевна, урожденная Буторова (1833—1916).
Братья — Михаил (15 мая 1869 года, Павловск — 29 ноября 1961 года, Париж) — российский юрист-международник, историк, государственный деятель. Яков (род. 24 августа 1865) и его близнец Борис (1865—1941) — военные. Георгий (21 июня 1867 — 25 марта 1868). Сергей (род. 19 августа 1870), инженер-путеец, оставшийся после революции на родине, получил звание Заслуженный железнодорожник СССР.

## Память
- В Омске в его честь названа улица Таубе.
- В Омске на здании, в котором размещался штаб округа (ныне — Музей боевой славы омичей), установлена мемориальная доска в его честь.